# Южностаффордширский полк
Южностаффордширский полк (англ. South Staffordshire Regiment) — полк линейной пехоты Британской армии, существовавший на протяжении 68 лет. Полк был создан в 1881 году после реформ Хью Чайлдерса путём объединения 38-го (1-го Стаффордширского) и 80-го (Стаффордширского добровольческого) пехотных полков. Полк участвовал в англо-бурской и обеих мировых войнах, а также ряде локальных конфликтов.
Сокращённый до батальона после Второй мировой войны, Южностаффордширский полк в 1959 году объединён с Северо-Стаффордширским полком принца Уэльского в новый Стаффордширский полк, который в 2007 году, в свою очередь, объединился с Чеширским полком и Вустерширским и шервудским егерским полком в Мерсийский полк, унаследовавший традиции Южностаффордширского полка.

## Формирование и предшественники
Полк образован в ходе реформ Хью Чайлдерса путём объединения 38-го и 80-го пехотных полков, которые преобразовались в 1-й и 2-й батальоны полка. В состав полка вошли также подразделения милиции и стрелков-добровольцев юга графства Стаффордшир. Так появились следующие батальоны:
- 1-й батальон: бывший 38-й (1-й Стаффордширский) пехотный полк[англ.], образован в 1705 году в Личфилде как полк полковника Люка Лиллингстоуна[англ.], номер получил в 1751 году, почётное название «1-го Стаффордширский» — в 1782 году.
- 2-й батальон: бывший 80-й (Стаффордширский добровольческий) пехотный полк[англ.], образован в 1793 году по распоряжению лорда Уильяма Генри Пэйджета из членов Стаффордширской милиции.
- 3-й батальон милиции: бывший 1-й батальон личной Его Величества 1-й Стаффордширской милиции
- 4-й батальон милиции: бывший 2-й батальон личной Его Величества 1-й Стаффордширской милиции
- 1-й добровольческий батальон: 1-й Стаффордширский стрелковый добровольческий корпус[англ.]
- 2-й добровольческий батальон: 3-й Стаффордширский стрелковый добровольческий корпус
- 3-й добровольческий батальон: 4-й Стаффордширский стрелковый добровольческий корпус

Резервные батальоны полка были созданы в 1908 году по Акту 1907 года о Территориальных и резервных силах: два батальона милиции стали 3-м и 4-м батальонами Особого резерва. Три добровольческих батальона были включены в Территориальные силы: 1-й батальон и 1-я Северо-Мидлендская полевая роты королевских инженеров; 5-й батальон как дополнение ко 2-му батальону и 3-й батальон вместе с 6-м батальоном территориальных сил.

## 1881—1914
1-й батальон отправился в Египет в 1882 году в составе британского корпуса. При высадке в Александрии батальон пронёс полковое знамя через весь город, что было последний раз в военной истории Великобритании. В 1885 году батальон прошёл вдоль реки Нил к Судану, предприняв неудачную попытку осады Хартума. Батальон также разбил наголову арабские войска в битве при Кирбекане: именно тогда последний раз Южностаффордширский полк сражался, будучи в традиционной красной униформе.
1-й батальон долгое время нёс гарнизонную службу в Гибралтаре, Египте, Великобритании и Ирландии. После начала второй англо-бурской войны батальон был переброшен в Южную Африку, сражаясь в составе 8-й пехотной дивизии. Батальон провёл ряд небольших боёв с бурами, но нёс много небоевых потерь из-за эпидемий и плохого снабжения. В 1904 году 1-й батальон Южностаффордширского полка вернулся в Великобританию, где оставался до 1911 года, пока не был призван в Гибралтар. Тогда же король Георг V пожаловал батальону новое знамя: церемония состоялась 31 января 1912. В 1913 году батальон вернулся в Южную Африку.
2-й батальон в 1881 году начал службу в Индии, перебравшись вскоре в ирландское местечко Трали: там батальону пришлось вести бои против ирландских военизированных националистических группировок. На остров Великобритания батальон прибыл спустя два года. С 1889 по 1891 годы нёс службу в землях Карраг, в 1893 году из Элдершота отплыл в Египет. До 1907 года служил в Южной Индии и Бирме, потом четыре года отслужил в южноафриканской Претории. В Великобританию вернулся в 1911 году.

### Воинские почести
К 1914 году у Южностаффордширского полка на знамени были изображены следующие надписи, символизирующие участие самого полка и его предшественников в кампаниях:
- Guadeloupe 1759 (с 1909 года)
- Martinique 1762 (с 1909 года)
- Rolica (с 1831 года у 38-го полка)
- Vimiera (с 1821 года у 38-го полка)
- Corunna (с 1831 года у 38-го полка)
- Busaco (с 1831 года у 38-го полка)
- Badajos (с 1831 года у 38-го полка)
- Salamanca (с 1817 года у 38-го полка)
- Vittoria (с 1831 года у 38-го полка)
- St Sebastian (с 1817 года у 38-го полка)
- Nive (с 1831 года у 38-го полка)
- Peninsula (с 1815 года у 38-го полка)
- Ava (с 1826 года у 38-го полка)
- Moodkee (с 1847 года у 80-го полка)
- Ferozeshah (с 1847 года у 80-го полка)
- Sobraon (с 1849 года у 80-го полка)
- Pegu (с 1853 года у 80-го полка)
- Alma (с 1855 года у 38-го полка)
- Inkerman (с 1855 года у 38-го полка)
- Sevastopol (с 1855 года у 38-го полка)
- Lucknow (с 1863 года у 38-го полка)
- Central India (с 1863 года у 80-го полка)
- South Africa 1878-79 (с 1882 года)
- Egypt 1882
- Kirbekan
- Nile 1884–85
- South Africa 1900–02

## 1914—1918

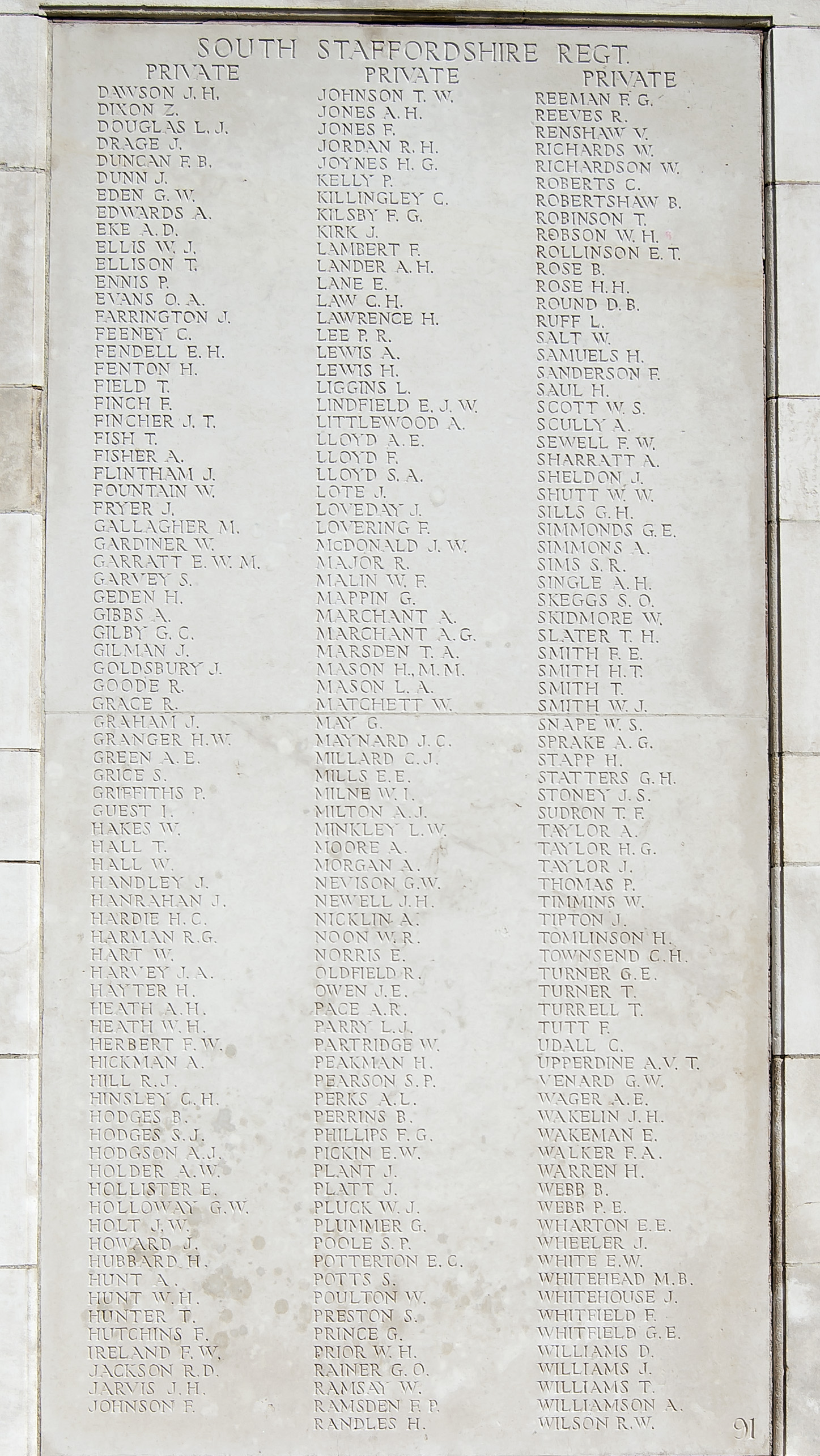
Список погибших солдат полка в Первой мировой войне на мемориале

Полк во время Первой мировой войны был расширен до 18 батальонов, которые сражались на Западном фронте, в Италии, Турции и Египте. 10 почестей были присуждены полку и изображены на его знамени:
- Mons
- Marne, 1914
- Aisne, 1914, '18
- Ypres, 1914, '17
- Loos
- Somme, 1916, '18
- Cambrai, 1917, '18
- St Quentin Canal
- Vittorio Veneto
- Suvla

2/5-й и 2/6-й батальоны Территориальных сил, части 176-й (2/1-й Стаффордширской) бригады 59-й (2-й Северо-Мидлендской) дивизии, участвовали в подавлении Пасхального восстания: солдаты Южностаффордширского полка причастны к массовому расстрелу граждан в районе Норт-Кинг-Стрит.

## 1918—1939
С 1919 года 1-й батальон нёс службу в гарнизонах британских колоний: Сингапура, Бирмы, Индии и Судана. В 1929 году он вернулся на родину и оставался на территории Великобритании до 1938 года, пока не был переброшен в Палестину. 2-й батальон прибыл в ирландский Корк в 1919 году и участвовал в войне за независимость Ирландии. В Великобританию он вернулся в 1923 году, где оставался на протяжении 5 лет. После службы на Мальте, в Палестине и Египте батальон в 1932 году был отправлен в Индию. 3-й и 4-й батальоны Особого резерва с 1921 года де-факто не существовали, но приказ об их расформировании поступил только в 1953 году. После преобразования Территориальных сил в Территориальную армию преобразованию подверглись 5-й и 6-й батальоны. В 1939 году в преддверии войны численность Территориальной армии удвоилась, и были сформированы 2/6-й и 7-й батальоны.
В 1935 году Южностаффордширскому полку даровали отличительный знак тёмно-жёлтого цвета из материала «Браун Холланд». Тем самым были отмечены 57 лет службы 38-го пехотного полка с 1707 по 1764 годы в Вест-Индии: униформа полка была настолько грязной и изношенной, что её пришлось зашивать мешковиной. В 1936 году жёлтые облицовки появились и в униформе южных стаффордширцев, заменив традиционные белые, которые использовались в полках с 1881 года.

## 1939—1945

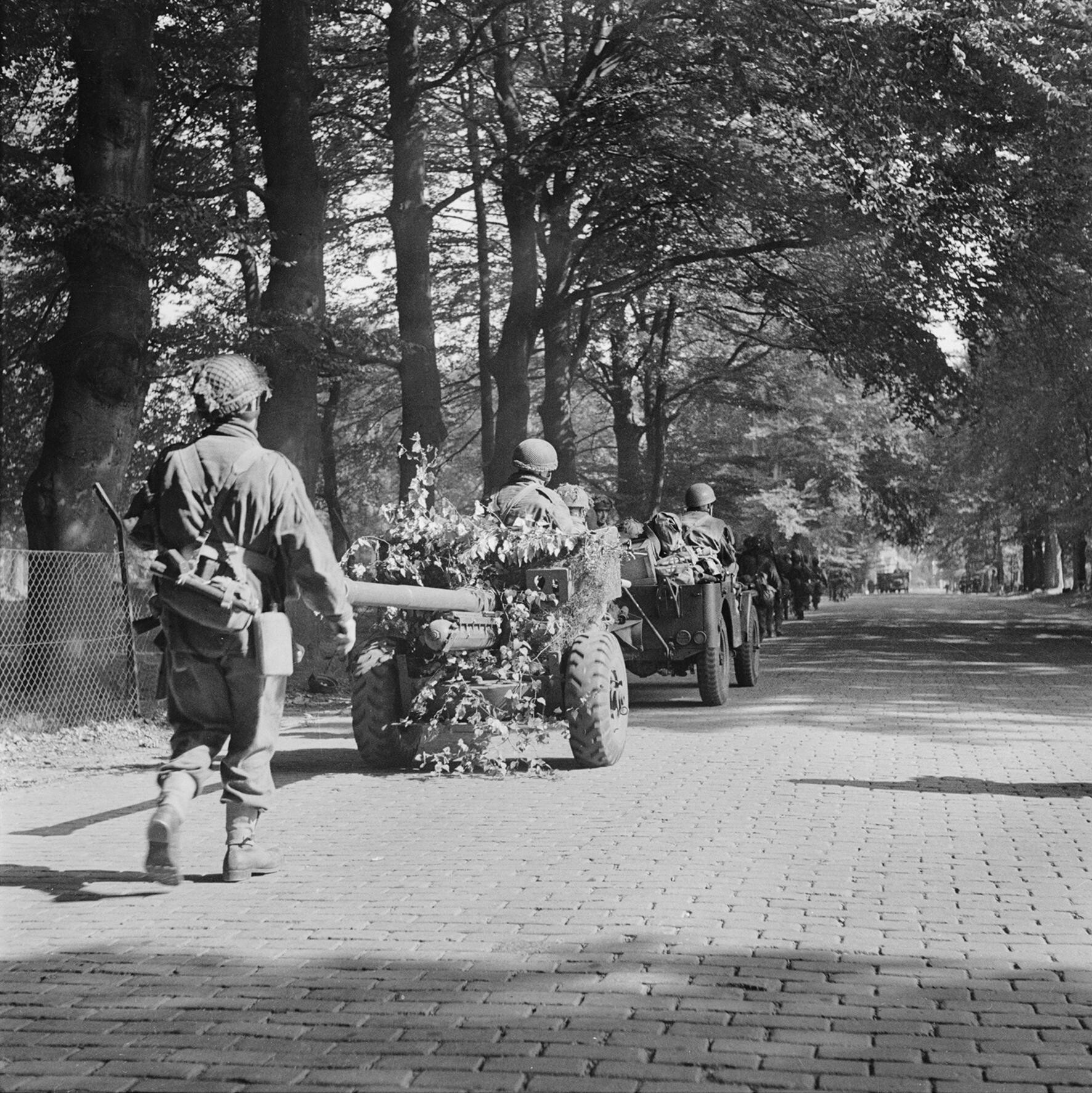
Солдаты 2-го батальона Южностаффордширского полка в составе 1-й воздушно-десантной бригады, 1-й воздушно-десантной дивизии, на дороге из Остербека в Арнем

Полк расширился во время Второй мировой войны: помимо двух регулярных и четырёх территориальных, были созданы дополнительные батальоны. Батальоны Южностаффордширского полка сражались в Северо-Западной Европе, в Италии, Северной Африке и Бирме.

### Батальоны регулярных войск
Регулярные батальоны вынуждены были примерить на себя новые обязанности: во время участия чиндитов в Бирманской кампании 1-й батальон служил в 77-й индийской пехотной бригаде, и некоторые солдаты 1-го батальона были отобраны для службы в рядах чиндитов и участия в операции «Четверг», второй чиндитской вылазке. Во время этой экспедиции в боях против японцев пал лейтенант Джордж Альберт Кэйрнз, посмертно награждённый Крестом Виктории. Батальон после ряда боёв с японцами покинул Бирму и был переведён в Парашютный полк, став парашютным подразделением. На его основе был создан 16-й (Стаффордский) парашютный батальон, который нёс службу в 50-й индийской парашютной бригаде, 44-й индийской воздушно-десантной дивизии.
2-й батальон служил в составе 31-й отдельной пехотной бригады до 1941 года, пока не был преобразован также в воздушно-десантные войска и переведён в 1-й воздушно-десантную бригаду 1-й воздушно-десантной дивизии. В 1943 году 2-й батальон в составе бригады (она была сокращена до двух батальонов) участвовал в Сицилийской операции, во время операции «Лэдброук» понёс тяжёлые потери и из-за этого был отправлен в Англию для подготовки к высадке в Нормандии. Участвовал в операции «Маркет Гарден» и Арнемской операции, где чуть не был уничтожен: из 867 солдат в Британию вернулись только 139. До конца войны он больше не участвовал в боях, а после войны солдаты Южностаффордширского полка стали носить нарукавную нашивку с планером в память о службе своих батальонов в воздушно-десантных войсках.

### Батальоны Территориальной армии
5-й, 1/6-й, 2/6-й и 7-й территориальные батальоны Южностаффордширского полка служили 59-й (Стаффордширской) дивизии, как и батальоны Северо-Стаффордширского полка. 7-й батальон входил в 176-ю (2/1-ю Стаффордширскую), а 5-й, 1/6-й и 2/6-й — в 177-ю (2/1-ю Линкольнскую и Лестерскую) бригаду. Дивизия участвовала в битве за Кан в конце июня 1944 года, где отличилась и получила личную благодарность от фельдмаршала Бернарда Монтгомери как одно из лучших подразделений 21-й армейской группы. Однако из-за недостатка пехотинцев в Британской армии дивизию расформировали в августе 1944 года, а её солдат разделили по разным дивизиям, которые остро нуждались в пехотинцах.

### Прочие батальоны
Полк подготовил ещё шесть батальонов перед войной, которые несли службу преимущественно на территории Великобритании, занимались подготовкой батальонов для службы в колониях или преобразовывались в новые батальоны. Так, 14-й батальон был подчинён Королевскому полку артиллерии, а на его основе в конце 1942 года появился 103-й противотанковый полк Королевской артиллерии, расформированный в августе 1943 года. 12-й батальон был преобразован в 91-й лёгкий противовоздушный полк Королевской артиллерии и был переведён в 4-ю пехотную дивизию. 11-й батальон был включён в 209-ю пехотную бригаду в качестве учебного.
После войны полку были присвоены следующие почести, отражённые в виде названий кампаний на его знамени:
- Caen
- Noyers
- Falaise
- Arnhem 1944
- North-West Europe 1940, '44
- North Africa 1940
- Landing in Sicily
- Sicily, 1943
- Chindits 1944
- Burma, 1944

### Кавалеры Креста Виктории
Майор Роберт Генри Кейн, служивший в роте B 2-го батальона полка из Королевских нортумберлендских фузилёров, был награждён Крестом Виктории за участие в Арнемской операции. С 17 по 25 сентября 1944 его рота, отрезанная от батальона, сдерживала натиск немецких танков, самоходных орудий и пехотинцев. Майор Кейн лично вёл своих солдат в атаку: к концу битвы он, согласно отчёту, лично уничтожил шести танков и самоходных орудий, деморализовав противника. За подобное достижение Кейн заплатил временной потерей слуха, хотя он сам отказывался от медицинской помощи. За способность к лидерству и личную инициативу он был награждён Крестом Виктории. Более того, Роберт Генри Кейн стал единственным кавалером Креста Виктории, выжившим во время Арнемской операции.
Ленс-сержант Джон Дэниел Баскифилд из 2-го батальона был награждён Крестом Виктории посмертно. 20 сентября 1944 он был офицером в расчёте 6-фунтового противотанкового орудия у Остербека. Когда батальон был атакован, Баскифилд был тяжело ранен в ногу, а почти весь расчёт был перебит. Баскифилд отказался от эвакуации и остался у орудия, чтобы поднять боевой дух выживших. Он продолжил отстреливаться даже под плотным огнём и отказался уходить. В итоге он, переползая к другому орудию, был убит выстрелом из танка. Тело Баскифилда так и не нашли, однако в Стоуке-на-Тренте в 1990-е годы был всё же установлен памятник ленс-сержанту.
Награждение Крестами Виктории обоих сделало 2-й батальон Южностаффордширского полка единственным британским батальоном, двое военнослужащих которого были награждены Крестами Виктории за одну операцию Второй мировой войны.

## 1945—1959
После признания независимости Индии в 1947 году все пехотные полки Британской армии были сокращены в размерах до батальона. Так, 1-й и 2-й батальоны были объединены в Личфилде в 1948 году в 1-й батальон (38-й/80-й). Он прибыл в Гонконг через год, а через два года попал в Северную Ирландию. 22 мая 1952 в Лисбурне батальону пожаловали новое знамя. В том же году он прибыл в расположение британских оккупационных войск на Рейне в Западной Германии. В 1954 году батальон был дислоцирован у Суэцкого канала, а затем прибыл на Кипр, на границу между турецкой и греческой частями острова.
В 1955 году в Личфилде прошли торжества по случаю 250-летия полка. 1-й батальон через два года прибыл в Германию, где и заканчивал свою службу. В июле 1957 года после издания очередного закона Южностаффордширский и Северо-Стаффордширский полки были объединены в Мерсийскую бригаду. Официально это состоялось 31 января 1959 в немецком Миндене: появился 1-й батальон Стаффордширского полка (принца Уэльского).
В 1947 году после реформы Территориальной армии 5-й батальон Южностаффордширского полка расширился: на момент расформирования полка он существовал без изменений в названии. В 1967 году и его упразднили после создания Добровольческого резерва Территориальной армии: правопреемником батальона стала рота штаб-квартиры Мерсийских добровольцев.

## Символика полка
Эмблема полка и кокарда — стаффордширский узел, увенчанный короной. Кокарда выполнена из серебра. Прозвища полка — «Насос и черепаха» (англ. The Pump and Tortoise) и «Стаффордширские узлы» (англ. The Staffordshire Knots).

## Командиры полка[13]
- 1881–?: генерал Джеймс Паттаун Спаркс (англ. James Pattoun Sparks), командир 1-го батальона
- 1881–?: генерал сэр Ричард Уилбрэм[англ.], командир 2-го батальона
- 188?–?: генерал Чарльз Элмхёрст (англ. Charles Elmhirst), командир 1-го батальона
- 188?–?: генерал достопочтенный сэр Сент-Джордж Джеральд Фоли[англ.], командир 2-го батальона
- 1897–1900: генерал Джон Уильям Сидней Смит (англ. John William Sidney Smith)
- 1900–1911: генерал-лейтенант сэр (англ. George Samuel Young)
- 1911–1935: генерал-лейтенант сэр Чарльз Такер[англ.]
- 1935–1946: генерал-майор Перси Райан Конуэй Коммингс (англ. Percy Ryan Conway Commings)
- 1946–1954: генерал-майор сэр Ги де Корси Глоуэр (англ. Guy de Courcy Glover)
- 1954–1959: генерал-майор Алек Уилфред Ли (англ. Alec Wilfred Lee)